# Эрдман, Павел Николаевич
Па́вел Никола́евич Э́рдман (1873 — не ранее 1940) — герой Первой мировой войны, участник Белого движения, генерал-майор.

## Биография
В службу вступил 27.09.1892 г. по выдержании экзамена при 2-м кадетском корпусе в объеме полного курса кадетских корпусов, в 4-й гренадерский Несвижский полк на правах вольноопределяющихся 1-го разряда. В 1894 году окончил военно-училищные курсы Московского пехотного юнкерского училища, откуда выпущен был подпоручиком во 2-ю легкую батарею 2-й стрелковой бригады. 8 марта 1895 года переведен в 10-ю артиллерийскую бригаду. Произведен в поручики 19 июля 1898 года, в штабс-капитаны — 19 августа 1901 года.
Участвовал в русско-японской войне, был произведен в капитаны «за отличия в делах против японцев» (производство утверждено Высочайшим приказом от 24 января 1906 года). 4 апреля 1913 года назначен командующим 2-й батареей 52-й артиллерийской бригады, а 31 августа того же года произведен в подполковники на вакансию, с утверждением в должности.
В Первую мировую войну вступил в должности командира 2-й батареи 52-й артиллерийской бригады. Удостоен ордена Св. Георгия 4-й степени
За то, что в бою 21 ноября 1914 года у сел. Борова выехал на ближнюю открытую позицию, привлек на себя огонь неприятельской артиллерии и, открыв стрельбу по неприятельским окопам, дал возможность пехоте быстро овладеть этими окопами. После того перенес огонь на неприятельскую батарею и принудил ее к молчанию.
Пожалован Георгиевским оружием
За то, что, будучи в чине подполковника и состоя в рядах 52-й артиллерийской бригады, в бою у пос. Велеполе, 26-го апреля 1915 года, выбрал наблюдательный пункт между нашими и неприятельскими цепями, так как из окопов нашей цепи невидны были подступы к флангу нашей позиции, руководил с этого пункта огнем своего дивизиона, под сильным ружейным и пулеметным огнем противника, отбил все яростные атаки германцев, обратил их в бегство, чем содействовал нашей пехоте удержанию своей позиции.
12 января 1916 года произведен в полковники «за отличия в делах против неприятеля». 25 января 1916 года назначен командиром 3-го Кавказского стрелкового артиллерийского дивизиона, а 24 мая того же года — командиром 1-го дивизиона 21-й артиллерийской бригады, в каковой должности состоял и на 14 апреля 1917 года.
В Гражданскую войну генерал-майор Эрдман участвовал в Белом движении на Юге России. В начале 1918 года — командующий артиллерией Дагестанской армии. Осенью 1918 года был назначен командиром 21-й артиллерийской бригады ВСЮР, а осенью 1919 года — командиром 3-го дивизиона 8-й артиллерийской бригады. В Русской армии командовал тяжелым артиллерийским дивизионом до эвакуации Крыма. На 18 декабря 1920 года — командир 5-го артиллерийского дивизиона в Галлиполи. В апреле 1922 года — в Болгарии, осенью 1925 года — в составе того же дивизиона в Югославии.
В эмиграции в Югославии. Состоял членом Общества офицеров-артиллеристов. Умер не ранее 1940 года.

## Награды
- Орден Святого Станислава 3-й ст. (ВП 1.08.1902)
- Орден Святой Анны 3-й ст. с мечами и бантом (ВП 23.12.1905)
- Орден Святой Анны 4-й ст. с надписью «за храбрость» (ВП 22.01.1906)
- Орден Святого Станислава 2-й ст. (ВП 29.06.1907)
- мечи к ордену Св. Станислава 2-й ст. (ВП 30.08.1908)
- Орден Святой Анны 2-й ст.
- Орден Святого Владимира 4-й ст. с мечами и бантом (ВП 26.02.1915)
- Орден Святого Георгия 4-й ст. (ВП 17.04.1915)
- мечи к ордену Св. Анны 2-й ст. (ВП 28.05.1915)
- Георгиевское оружие (ВП 24.01.1917)
- старшинство в чине полковника с 24 августа 1913 года (ПАФ 14.04.1917)